# 과당 1-인산
과당 1-인산(영어: fructose 1-phosphate) 또는 프럭토스 1-인산은 과당의 유도체이다. 과당 1-인산은 주로 간의 프럭토키네이스에 의해 생성되지만, 소장의 점막 및 근위세뇨관의 상피에서도 소량 생성된다. 과당 1-인산은 포도당 대사의 중요한 중간생성물이다. 프럭토키네이스가 높은 Vmax를 가지고 있기 때문에 세포로 들어간 과당은 과당 1-인산으로 빠르게 인산화된다. 이 형태에서는 보통 알돌레이스 B(과당 대사의 속도 제한 효소)에 의한 추가적인 전환이 일어날 때까지 간에 축적된다.
알돌레이스 B는 과당 1-인산을 글리세르알데하이드와 다이하이드록시아세톤 인산으로 전환시킨다. 글리세르알데하이드는 트라이오키네이스에 의해 글리세르알데하이드 3-인산으로 인산화될 수 있다. 따라서 과당 대사의 생성물들은 해당과정의 중간생성물이 된다. 이것은 과당이 포도당과 동일한 대사적 운명을 가진다는 것을 의미한다. 해당과정의 최종 생성물인 피루브산은 포도당신생합성을 거치거나, 시트르산 회로로 들어가거나, 지방산으로 전환되어 저장될 수 있다.

## 임상적 중요성
알돌레이스 B의 결함으로 인한 유전성 과당불내성으로 인해 과당 1-인산이 간에 축적되어 여러 가지 불리한 이상 증세를 일으킨다. 저혈당증은 글리코젠 분해 및 포도당신생합성의 억제에서 비롯된다. 이것은 ATP의 손실과 생합성 경로의 억제로 이어지는 세포 내 인산의 저장량을 고갈시킨다. 유전성 과당불내성으로 인해 무감각증, 졸음, 떨림, 땀이 나는 증상이 나타난다.